# Mellicta postluciflua
Mellicta postluciflua är en fjärilsart som beskrevs av Ruggero Verity 1940. Mellicta postluciflua ingår i släktet Mellicta och familjen praktfjärilar. Inga underarter finns listade i Catalogue of Life.